# Sound Age Productions
Sound Age Productions ist ein in den 1990er Jahren gegründetes russisches Musiklabel. Es ist auf verschiedene Spielarten von Heavy Metal spezialisiert.
Ein Teil der veröffentlichten Bands hat einen Plattenvertrag direkt bei „Sound Age Productions“ unterzeichnet, ein anderer Teil hat über Lizenzierungen internationaler Plattenfirmen den Weg ins Portfolio gefunden. Mit Stand zum Jahresende 2019 sind bei der Online-Datenbank Discogs etwas über 750 Veröffentlichungen hinterlegt.

## Veröffentlichungen (Auswahl)
- 1996: Limbonic Art – Moon in the Scorpio (Kassette)
- 2000: Trizna/Чёрный Обелиск – Песни Для Радио (Split)
- 2001: Aeternus – Shadows of Old
- 2003: Butterfly Temple – Тропою Крови По Воле Рода!
- 2003: Dimmu Borgir – Stormblåst (Kassette, Wiederveröffentlichung)
- 2013: HASPYD – Рідна Земля
- 2014: Anabioz – There the Sun Falls
- 2014: Cruachan – Blood for the Blood God
- 2016: Yomi – Genpei
- 2017: Hieronymus Bosch – Artificial Emotions (Wiederveröffentlichung)